# 褐寬鰓鮟鱇
褐寬鰓鮟鱇（学名：Sladenia remiger），為輻鰭魚綱鮟鱇目鮟鱇亞目鮟鱇科的其中一種，分布於中西太平洋區印尼蘇拉威西的Tomini灣海域，棲息深度780-1540公尺，體長可達40公分，生活在大陸坡，為底棲性魚類，屬肉食性，生活習性不明。

## 擴展閱讀
維基物種上的相關：褐寬鰓鮟鱇